# Florent Méreau
 (juillet 2022).
- Si vous ne connaissez pas le sujet, laissez ce bandeau (vous pouvez alors contacter les auteurs).
- Si vous supprimez le contenu mis en cause (vous pouvez préalablement contacter les auteurs),

argumentez précisément cette suppression dans la page de discussion
(un manque de référence n'est pas un argument ; une recherche réelle de référence doit avoir été effectuée, être formellement documentée).
Florent Méreau né le 13 avril 1892 à Valenciennes (Nord) et mort le 28 septembre 1953 à Perpignan (Pyrénées-Orientales) est un peintre français.
Il exerce pendant toute sa carrière à Douai où il est professeur aux Académies et où il possède plusieurs ateliers.

## Biographie

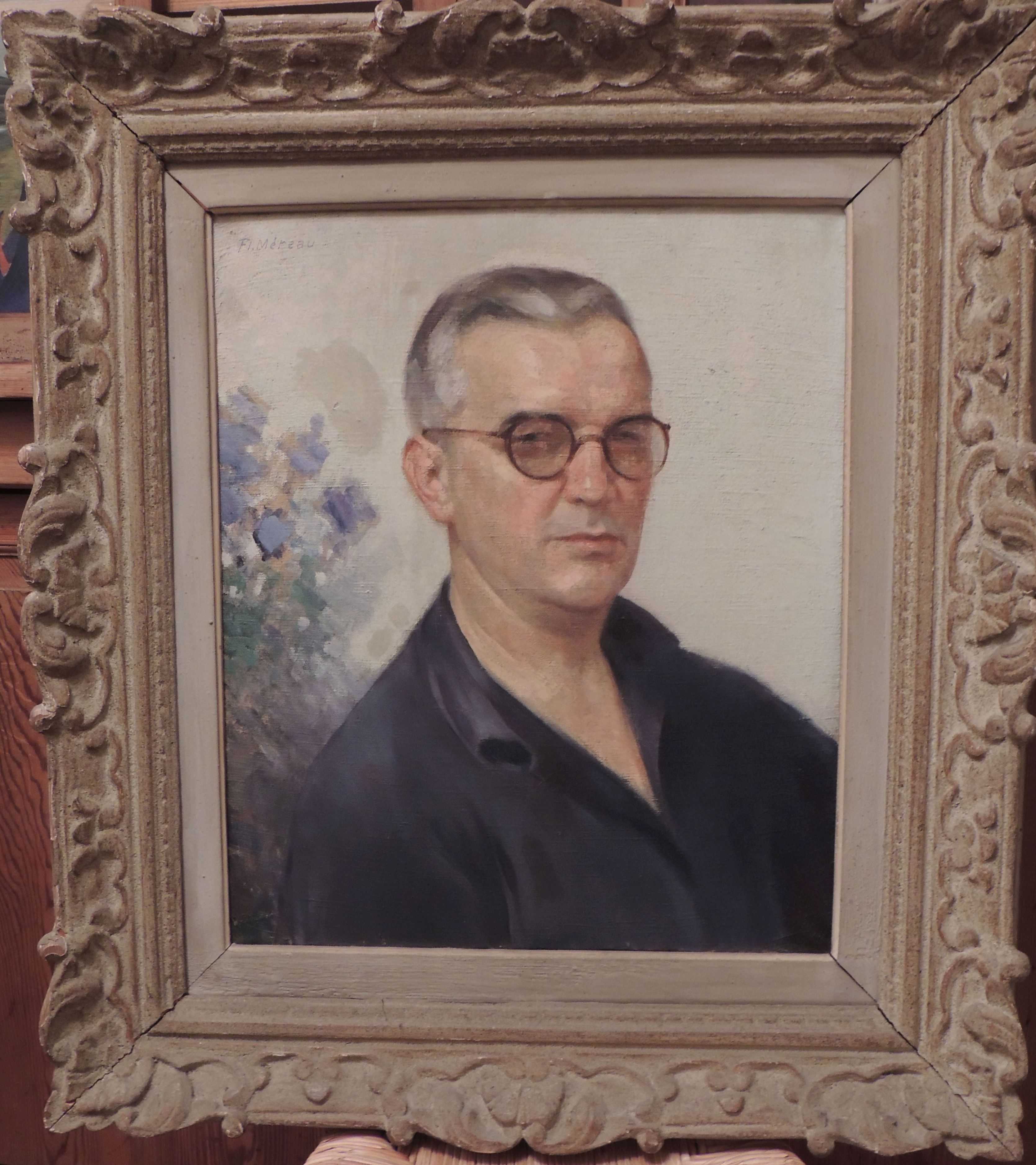
Autoportrait collection particulière. Signé et daté juin 1944.

Né le 13 avril 1892 à Valenciennes, fils de Victor-Florent Méreau, tailleur d’habits, et de Marie Bonenfant, commerçante, Victor-Florent Méreau est le troisième enfant après Amicie et Marcel. Enfant précoce, il bénéficie dès l’âge de 11 ans, en 1903, de l’enseignement dispensé aux écoles académiques de Valenciennes, notamment par Fortuné Layraud. Il y poursuit ses études jusqu’en 1909, date à laquelle il entre aux Beaux-Arts de Paris comme élève boursier dans l’atelier de Fernand Cormon. 
Après la Première Guerre mondiale, il revient chez Cormon. En 1923, il épouse Antoinette Catin, avant de devenir professeur de peinture, dessin de figure et dessin d’anatomie à l’école des beaux-arts de Douai, où il fera ensuite toute sa carrière. Quand éclate la Seconde Guerre mondiale, il est mobilisé en septembre 1939 au 17e travailleurs sur le front fortifié de l’Escaut, puis évacue à Lisieux chez Pierre Sonntag, beau-frère de son frère Marcel et fils de l’architecte anzinois Eugène Sonntag. Durant son absence, sa maison et son atelier de la rue Saint-Thomas sont détruits par le bombardement de Douai de 1940. Réinstallé au 5, rue des Potiers, sa deuxième maison subira le même sort dans les bombardements de 1944. 
Il prend sa retraite en 1952. Il n’a pas d’enfants mais deux neveux, Jacques Méreau (1922-2016) médecin, fondateur des Amis du fort d’Ambleteuse, lui aussi dessinateur, illustrateur et peintre, et Jean Méreau (1930-2012), architecte, enseignant à Paris et architecte conseil à Valenciennes, également dessinateur.
Florent Méreau meurt à Collioure[réf. nécessaire], ou à Perpignan le 28 septembre 1953, en peignant une dernière toile restée inachevée.

### Enseignement
À sa sortie des Beaux-Arts de Paris, Florent Méreau revient dans sa région pour devenir professeur à l’école des beaux-arts de Douai. Il entre en fonction le 16 janvier 1924 et succède à Georges Bourgogne. Il sera un professeur très respecté et écouté.
Parmi ses élèves figurent notamment André Brageu,, Albert et Robert Bouquillon, Omer Legrand, Henri Sergent (1910-2003) et Claude Cathelain.

### Signature
Prénommé Victor-Florent à l’état civil, il n’utilise jamais ce prénom composé qui s’est néanmoins imposé dans les textes depuis une rétrospective organisée à Valenciennes en 1991, pour laquelle le prénom de Victor-Florent a été mis en exergue. Cependant, sa signature a toujours été Florent Méreau, nom qu’il utilisa au quotidien et dans sa vie artistique. Au cours de sa carrière, sa signature a peu évolué : ses toutes premières œuvres sont signées d’un simple F. Méreau avant d’adopter rapidement le Fl., ce « l » prouvant qu’il tenait lui-même à son prénom et sans doute pour qu’il n’y ait pas d’équivoque avec d’autres prénoms commençant par F.  
Florent est aussi le seul prénom qui figure sur sa tombe, comme cela était déjà le cas pour son père enterré dans le même caveau, également prénommé Victor-Florent à l’état civil, mais connu constamment, lui-aussi, sous l’unique prénom de Florent.

## Œuvre
Son œuvre est multiple et a évolué avec l’expérience. Un portrait de son père réalisé en 1915 est aujourd'hui en mains privées[réf. nécessaire]. 
Dans la première époque, il réalisa de nombreux portraits notamment de sa famille, qui en conserve encore la plupart[réf. nécessaire]. Il peint également des scènes de genre : scènes familiales, scènes de rue, activités de plage, le Toboggan à Berk-Plage (1925), une grande Maternité (1923), une marchande de fleurs, des maquignons au marché aux bêtes, La Leçon, petite esquisse.[réf. nécessaire]

### La mine
Il illustre aussi la vie de la mine. Pour une commande de la Compagnie des mines de Dourges, afin d’orner la maternité Suzanne-Lannoy, il réalise quatre panneaux datés de 1926, conservés au musée d'Archéologie et d'Histoire locale de Denain, un diptyque représentant la remonte des mineurs à la fosse 6 bis, la cockerie de Dourges et une scène de vie familiale dans un coron, la cité Darcy. Si la descente des mineurs montre la fatigue des ouvriers, la vue de coron est une vision idéalisée et idyllique. Le musée de Denain conserve aussi une esquisse pour la remonte des mineurs, et un portrait en pied de mineur, sans doute une étude préparatoire pour les panneaux de la maternité. 
À la même époque, alors qu'il n'est pas croyant, il réalise une grande scène religieuse pour le chœur de l'église Saint-Henri d’Hénin-Beaumont,, construite en 1925, pour les mineurs de la compagnie de Dourges, et une peinture pour le Monument aux morts de la Grande-Guerre dans le bas-côté de la même église.  
En 1932, il fournit un dessin (fusain et sanguine) pour illustrer un des poèmes de Paul Audebert dans un livre intitulé Au Pays de Gayant et illustré par 40 artistes. Florent Méreau représente l'usine des Asturies à Douai dans un paysage d'arbres décharnés.

### La guerre
La Seconde Guerre mondiale sera dure pour Florent Méreau, dont l’atelier douaisien est détruit avec sa maison dans les bombardements. Une grande partie de ses œuvres antérieures à cette date ont disparu à l'exception de celles déjà vendues ou déposées ailleurs dans la famille. La guerre et la libération lui inspirent plusieurs toiles, dont trois se trouvent dans les collections du musée des Beaux-Arts de Valenciennes (Le 17e Régiment de travailleurs militaires : secteur fortifié de l'Escaut, 1939), du musée de la Chartreuse de Douai (La Libération de Douai avec la foule en liesse, 1944, et Prisonniers à la Libération de Douai, 1944). Ce dernier représente une colonne de prisonniers allemands sous la garde d’un FFI avec en arrière-plan une famille. Pendant la guerre, il réalise une toile allégorique récemment retrouvée et représentant un soldat à tête de mort en uniforme de 1940 surgissant des tombes de la Première Guerre mondiale. Cette œuvre a été acquise par le musée de la Résistance en zone interdite de Denain. 

### Le travail
Florent Méreau a aussi plusieurs fois peint le travail. La mine en premier lieu, ainsi que des portraits d'ouvriers et le travail des champs ou la pêche. Après la guerre, il peint encore quelques scènes de genre : une série de scènes de battage dans une cour de ferme à Fresnes-lès-Montauban dans la campagne arrageoise, de 1945, exposées en 1946 (collections particulières[réf. nécessaire]) ou La Moisson à Gavrelles (musée d'Archéologie et d'Histoire locale  de Denain). 

### Le paysage
Mais l’essentiel de sa production est le paysage peint sur le motif au gré des nombreux voyages qu’il effectue avec son épouse en France ou en Belgique. Il a une grande habileté pour traiter les ciels selon qu’il se trouve dans les Ardennes, dans la campagne douaisienne, en Bretagne (Concarneau ou Perros-Guirec), en Provence ou à la montagne à la Meije. Il peint de nombreuses églises dans la région Nord-Pas-de-Calais ou en Bretagne : Lewarde, Estrée-Wamin, Bouchain, La Clarté à Perros-Guirrec, ou encore le béguinage de Bruges. 
Il peint aussi des marines dans le port de Perros-Guirec ou, durant ses années d’études, les rochers de Bréhat[réf. nécessaire].

### Participation aux salons
De 1920 à 1942, Florent Méreau participe régulièrement à Paris au Salon des artistes français. Il reçoit une mention honorable au Salon de 1921.
Il participe aussi tous les ans au Salon des amis des arts de Douai, épisodiquement au Salon des artistes douaisiens, à plusieurs salons de Valenciennes, à la Société valenciennoise des arts de Valenciennes, à l’exposition d’artistes du Nord de la France et rétrospective Carpeaux, au 150e anniversaire de la fondation des écoles académiques, et aux salons de l’Association des anciens élèves des académies de Valenciennes. Il a une exposition personnelle à la galerie Schavey à Valenciennes[Quand ?].
Il participe également à l'exposition « Flandres-Artois » au palais des Beaux-Arts de Lille, du 12 juin au 4 juillet 1943, où il présente une peinture, Printemps (no 157).

## Œuvres dans les collections publiques
- Denain :
  - musée d'Archéologie et d'Histoire locale :

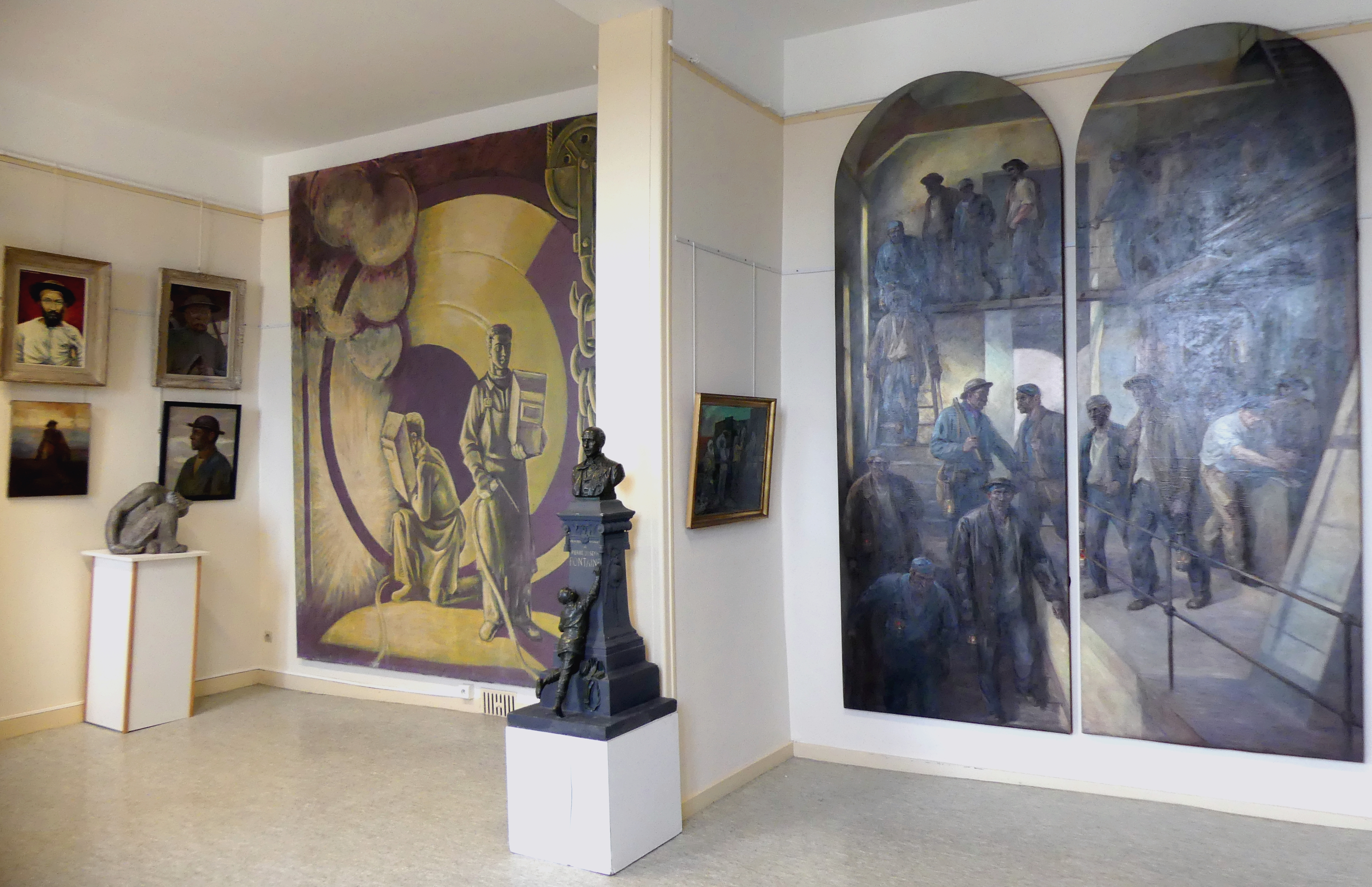
La Remonte (à droite), musée d'Archéologie et d'Histoire locale de Denain.

    - La Cockerie, panneau pour la compagnie des Mines de Dourges, dépôt du musée Théophile-Jouglet d'Anzin ;
    - La Remonte, diptyque pour la compagnie des Mines de Dourges, dépôt du musée Théophile-Jouglet d'Anzin ;
    - La Vie dans la cité Darcy, 1926, dépôt du musée Théophile-Jouglet d'Anzin ;
    - Esquisse pour la Remonte, 1928 ;
    - Portrait de mineur en pied, vers 1928 ;
    - Le Galibot, vers 1930 ;
    - Moissons à Gavrelle, vers 1940.

  - musée de la Résistance en zone interdite : Debout les morts, vers 1939.
- Douai, musée de la Chartreuse :
  - Aubade l’Hôtel-Dieu ;
  - Beffroi de Douai, effet du matin ;
  - La Libération de Douai, scène de fête dans la rue, 1944 ;
  - La Libération de Douai, les prisonniers allemands, 1944 ;
  - Le Petit Cloître des Chartreux, œuvre disparue.
- Lewarde, Centre historique minier : Portrait de mineur à la lampe.
- Montblanc, mairie : La Touques, vers 1930, dépôt du CNAP.
- Valenciennes, musée des Beaux-Arts : Le 17e Régiment de travailleurs militaires : secteur fortifié de l'Escaut, 1944.

### Expositions
- 1930 : Paris, galerie du Journal ; l'État achète une toile intitulée La Touches, déposée à la mairie de Montblanc.
- Du 12 juin au 4 juillet 1943 : exposition collective « Flandres-Artois », palais des Beaux-Arts de Lille.
- Du 28 novembre au 6 décembre 1953 : rétrospective à la salle basse de l'hôtel de ville de Douai, organisée par son épouse. Texte de l'invitation rédigé par Albert Bouquillon.
- 1991 : Victor Florent Méreau, rétrospective, par Jean-Claude Poinsignon, salle des fêtes de la mairie de Valenciennes.
- D'octobre 2016 à janvier 2017 : cinq toiles présentées dans l'exposition Par Les Villes et les champs, regards d’artistes sur la vie quotidienne dans le Nord de 1890 à 1950, musée d'Archéologie et d'Histoire locale de Denain.